# 임굉
임굉(任宏, ? ~ ?)은 전한 말기의 관료로, 자는 위공(偉公)이다.

## 행적
원연 3년(기원전 10년), 호군도위(護軍都尉)에서 태복으로 승진하였다.
수화 원년(기원전 8년), 집금오로 전임되었다. 같은 해, 성제는 정도왕을 황태자로 삼았다. 집금오 겸 수(守)대홍려 임굉은 부절을 갖고 정도왕을 찾아가 그를 모셔왔다.
집금오가 된 지 11개월 만에 대군태수로 좌천되었다.

## 출전
- 반고, 《한서》
  - 권11 애제기
  - 권19하 백관공경표 下

| 전임 범륭 | 전한의 태복 기원전 10년 ~ 기원전 8년 | 후임 왕순 |

| 전임 조호 | 전한의 집금오 기원전 8년 | 후임 왕함 |

| 전임 왕가 | 전한의 수대홍려 (기원전 8년 당시) | 후임 사요 |